# Mount Pavlof
Pavlof Volcano je vulkán na jihu Aljašského poloostrova, na jihozápadě Aljašky, ve Spojených státech amerických. Je součástí Aleutského pohoří. Má nadmořskou výšku 2 518 m. S prominencí 2 507 m náleží k vrcholům s nejvyšší prominencí ve Spojených státech amerických. Většina vulkánu je pokryta sněhem. V základně má průměr 7 km. Je z období holocénu.
Pavlof je v současnosti jedním z nejaktivnějších vulkánů ve Spojených státech.